# Guilhem Bec
Pour les articles homonymes, voir Bec (homonymie).
Guilhem Bec, dit Guilhem, est un dessinateur de bande dessinée et illustrateur français, né le 20 avril 1972 à Rodez. Il est le frère de Christophe Bec.

## Biographie
Originaire de Naucelle, il publie dans sa jeunesse des fanzines avec son frère pour le collège. Guilhem Bec passe le bac puis s'oriente vers « un BTS en mécanisme industriel à Albi », qui ne le passionne pas. Les deux frères créent une publication plus professionnelle, qui vaut à Bec d'être embauché, à l'âge de 17 ans, dans le journal Spirou. D'abord engagé comme assistant de Peyo, il illustre en 1992 sa première série, La Tribu des Epithètes, sur des scénarios de Gilson. C'est cette même année qu'il s'installe à Angoulême. Longtemps dessinateur pour Le Journal de Mickey, il travaille également dans la publicité aussi bien comme illustrateur que comme concepteur-rédacteur. Il participe à l'atelier Brol avec Mazan, Thierry Robin, Turf, Pierre-Yves Gabrion, Isabelle Dethan et Éric Dérian, puis à l'atelier Sanzot avec Christophe Bec, Richard Marazano, et Denis Bajram.
Les travaux suivants de Bec portent sur Les Space Mounties avec Pierre Veys, ouvrage qui reçoit un accueil favorable sur Actua BD, qui signale « Des images d’une fantaisie désopilante ». L'artiste collabore ensuite avec Jean-Louis Janssens et Angélique Césano sur Zarla, une série d'heroic-fantasy. Le trait de Bec attire le commentaire suivant : « avec son découpage dynamique, il réussit à bâtir un univers cohérent grâce à son dessin à la fois semi-réaliste et humoristique ».
En 2016, il rencontre un certain succès critique et public avec sa série Les Trois Fantômes de Tesla réalisée en collaboration avec Richard Marazano et publiée aux éditions du Lombard. Dans cette série mettant en scène Nikola Tesla, l'artiste emploie un style « élancé », rappelant l'« école ligne claire ou US avec Eisner et Caniff », un « style inspiré de la BD américaine des années 50 ». Le dessinateur, qui se documente beaucoup sur le sujet, est fortement influencé par Edgar P. Jacobs ainsi que Jules Verne et H.G. Wells. Les planches font l'objet d'expositions à Pau (aux rencontres littéraires « Les idées mènent le monde »), au festival de bande dessinée d'Angoulême et à Naucelle. Il fait partie de la sélection au festival d'Angoulême en 2018 et pour le prix Cultura.

## Publications

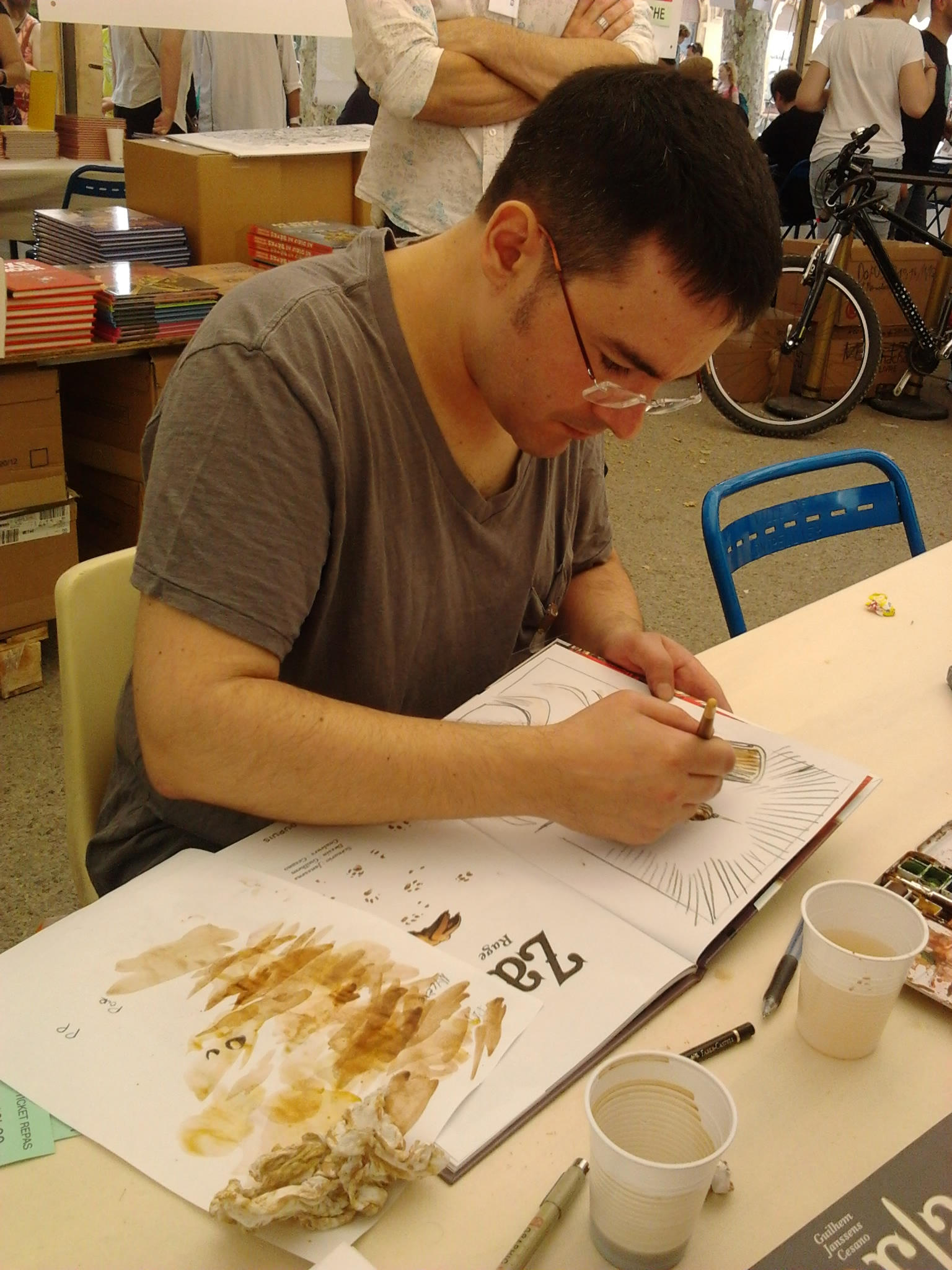
Guilhem Bec à la Comédie du livre de Montpellier le 2 juin 2012.

## Distinctions

### Nominations
- 2017 : Les trois fantômes de Tesla  T1 est nommé pour le prix des libraires BD[7].
- 2017 : Les trois fantômes de Tesla  T1 est nommé pour le Prix de la BD Fnac.
- 2017 : Les trois fantômes de Tesla  T1 est nommé pour le prix Actu SF.
- 2017 : Les trois fantômes de Tesla  T1 est nommé pour le prix Bulles d'Océan.
- 2017 : Les trois fantômes de Tesla  T1 est nommé pour le prix FNAC BD Belgique.
- 2017 : Les trois fantômes de Tesla  T1 est nommé dans la sélection officielle au 44e festival international de la bande dessinée à Angoulême[6].
- 2017 : Les trois fantômes de Tesla  T1 est nommé pour le prix du public au 44e festival international de la bande dessinée à Angoulême[3].
- 2017 : Les trois fantômes de Tesla  T1 est nommé pour le Prix Saint-Michel du meilleur scénario, à Bruxelles.